# Axiodes
Axiodes is een geslacht van vlinders van de familie spanners (Geometridae), uit de onderfamilie Ennominae.

## Soorten
- A. agrypna PROUT, 1938
- A. astrapaea Prout
- A. bifasciata Dewitz, 1881
- A. bipartita Warren, 1914
- A. carbolignea Prout, 1938
- A. curvaria Dewitz, 1881
- A. dami Prout, 1938
- A. dochmoleuca Prout, 1917
- A. ennomaria Warren, 1904
- A. figurata Warren, 1905
- A. fortilimbata Prout, 1938
- A. inaequalis Prout, 1915
- A. inangulata Warren, 1905
- A. insciata Felder, 1874
- A. interscripta Prout, 1922
- A. intricata Warren, 1905
- A. irvingi Janse, 1932
- A. rhodampyx Prout, 1938
- A. rufigrisea Warren, 1911
- A. sectilis Prout, 1938
- A. sinuata Warren, 1905
- A. synclinia Prout, 1938
- A. trachyacta Prout, 1922
- A. tripartita Prout, 1915